# Сент-Амур: Удовольствия любви
«Сент-Амур: Удовольствия любви» (фр. Saint-Amour) — французско-бельгийский комедийный фильм, снятый Бенуа Делепином и Гюставом Керверном. Мировая премьера ленты состоялась 19 февраля 2016 года на Берлинском международном кинофестивале.

## Сюжет
Фильм рассказывает об отношениях между отцом и сыном.

## В ролях
- Жерар Депардьё — Жан;
- Бенуа Пульворд — Брюно;
- Венсан Лакост — Майк;
- Селин Саллетт — Венера;
- Густав Кервен — дядя;
- Ана Жирардо — сестра-близнец;
- Кьяра Мастроянни — владелица лотка с картофелем фри;
- Андреа Ферреоль — женщина за завтраком (эпизод);
- Изиа Ижлен — бывшая Майка;
- Солен Риго — Дженнифер, официантка в ресторане;
- Мишель Уэльбек — хозяин гостевого дома;
- Овидия — агент по недвижимости;
- Иоланда Моро — голос жены Жана на автоответчике